# Bódvaszilas
Bódvaszilas község Borsod-Abaúj-Zemplén vármegyében, az Edelényi járásban, a Gömör–Tornai-karsztvidéken.

## Fekvése
Az Alsó-hegy peremdombjai és a Bódva-völgy határvonalán, Miskolctól 52 kilométerrel északra. A községhatártól keletre az Alsó-hegy karsztfennsíkja (átlagos magassága kb. 500 méter) meredek lejtőkkel törik le a Bódva folyó völgyébe (átlagos magassága kb. 160 méter) – nyugat felé viszont rövid völgyek választanak le a fennsíkról két hátat: a Kerek-hegyet és a Kónyát. Szögligettől egy kisebb karsztfennsík, a Dusa választja el (átlagos magassága kb. 400 méter).
A legközelebbi települések közül Bódvarákó 2, Komjáti pedig 4 kilométerre fekszik; a legközelebbi város a 17 kilométerre fekvő Szendrő.

### Megközelítése
Közúton elérhető a 27-es főúton; vasúton a Miskolc–Tornanádaska-vasútvonalon. Vasútállomásához közúti kapcsolatot a 27-es főútból, annak 44+950-es kilométerszelvényénél kiágazó 26 311-es mellékút biztosít. Bódvaszilas déli külterületei közt ágazik ki a 27-es főútból, a 43+100-as kilométerszelvényénél a 26 117-es út is, amely a zsáktelepülésnek tekinthető Bódvarákóra vezet.

## Története
A Szilas szó a magyar „szil” főnév származéka, és szilfákkal benőtt helyet jelöl, ekként a falun átfolyó Szilas-patakra utal. A Bódva- előtagot 1905-ben biggyesztették hozzá, hogy a határát átszelő folyóra utalva különböztessék meg az ország más, ugyancsak Szilas nevű településeitől.
1250 táján építették a falutól északra Magyarország egyik legnagyobb alapterületű  kővárát, a Szádvárt. Magát a falut először 1283-ban említik egy királyi oklevélben, Szilas néven. A szádvári uradalom részeként IV. László a Tekus családnak adományozta, majd hamarosan az Aba család birtokába került, és egészen a rozgonyi csatáig Aba Amadé és fiainak tulajdona maradt. 1312-ben királyi kézbe került, és továbbra is a szádvári uradalom részeként kezelték. 1386-ban lett a gömöri Bebek család tulajdona, majd az 1400-as évek második felében a Szapolyai-családé. 1527-ben Szádvár áruló várnagya (a várral együtt) újra a Bebek család kezére játszotta át. Ezután a lakosság nagy része áttért a református hitre, mivel új földesuruk, Bebek Ferenc nyíltan a reformáció híve volt.
1567 január elején Schwendi Lázár kassai főkapitány elfoglalta Szádvárt a Bebekektől, és ezzel Szilas ismét királyi tulajdonba került. A királyi udvarbírók erősen sanyargatták a népet.
A török pusztítástól a falu megmenekült, mert a törökök tartottak a várban állomásozó csapatoktól. A 17. században Szilas az Esterházy család kezére került, és maradt is egészen a 19. századig.
Az 1683-as lengyeljárás idején a falu lakosai segítettek Thököly Imre kurucainak Szádvár védelmében. Miután 1686-ban Szádvárt lerombolták, az uradalom központja Szilasra került át.
A Bódvaszilas név 1696-ban jelent meg a falu pecsétjén, közös névvel kötve össze a falu két legnagyobb folyóvizét.
1702-ben lett az uradalom és vele a falu új tulajdonosa Esterházy Pál herceg, és a következő, csaknem kétszáz évben az Esterházyak maradtak az uradalom tulajdonosai. A templomdombon, a templomtól nem messze hamarosan felépítették kastélyukat, majd az uradalom egyéb, központi épületeit:
- serfőzde,
- földesúri majorság,
- háromkerekes vízimalom.

Az Esterházyak nem látogattak el Bódvaszilasra; a kastélyban felügyelőjük (a provizor) lakott. Itt ült össze ítélethozatalra az úriszék is; a vesztőhely az Akasztó-parton volt.
Mivel az Esterházyak katolikusok voltak, 1724-ben visszaállították a katolikus plébániát. Amikor Esterházy „Fényes” Miklós herceg újjáépíttette a katolikus templomot, engedélyezte a megmaradt reformátusoknak, hogy a Miklós-hegy oldalában saját templomot építhessenek.
Az Esterházyak itteni érdekeltségeit a 19. század végén a Zsarnóról származó Koós József vásárolta meg.
Bódvaszilas az első világháború után, 1938-ig az Abaúj-Torna vármegye Tornai járásának székhelye lett a határon kívül maradt Torna település helyett, majd 1945–1950 között hasonló okokból ismét. A második világháború súlyos pusztításai után a falut újjáépítették.
1995-ben a településen található 57 barlangot az Aggteleki-karszt és a Szlovák-karszt többi barlangjával együtt az UNESCO a világörökség részévé nyilvánította.

## Gazdaság
A középkorban ez a környék Magyarország klasszikus borvidékeinek egyike volt; a borászatra utal a község címerében szereplő szőlőfürt is. Ennek az időszaknak a filoxéra támadása vetett véget; a szőlőkkel kipusztult a bortermelés kultúrája is.

## Közélete

### Polgármesterei
- 1990–1994: Tóth Sándor (független)[4]
- 1994–1998: Tóth Sándor (független)[5]
- 1998–2002: Tóth Sándor (független)[6]
- 2002–2006: Tóth Sándor (független)[7]
- 2006–2010: Tóth Sándor (független)[8]
- 2010–2014: Fülöp József (független)[9]
- 2014–2019: Fülöp József (független)[10]
- 2019–2024: Fülöp József (független)[11]
- 2024– : Kosik Ákos (Fidesz-KDNP)[1]

## Népesség
A település népességének változása:
| Lakosok száma | 1119 | 1108 | 1080 | 995  | 919  | 934  | 913  |
|               | 2013 | 2014 | 2015 | 2021 | 2022 | 2023 | 2024 |

2004-ben a lakosság 95%-a magyarnak, 5%-a cigány nemzetiségűnek vallotta magát.
A 2011-es népszámlálás során a lakosok 88,2%-a magyarnak, 10,2% cigánynak, 1,9% németnek mondta magát (11,8% nem nyilatkozott; a kettős identitások miatt a végösszeg nagyobb lehet 100%-nál). A vallási megoszlás a következő volt: római katolikus 53,5%, református 23,8%, görögkatolikus 6,4%, felekezeten kívüli 0,7% (14,2% nem válaszolt).
2022-ben a lakosság 90,9%-a vallotta magát magyarnak, 3,2% szlováknak, 0,5% németnek, 0,3% cigánynak, 0,1-0,1% görögnek, bolgárnak, szlovénnek és románnak, 1,6% egyéb, nem hazai nemzetiségűnek (8,3% nem nyilatkozott; a kettős identitások miatt a végösszeg nagyobb lehet 100%-nál). Vallásuk szerint 48% volt római katolikus, 22,6% református, 3% görögkatolikus, 1,3% egyéb keresztény, 0,1% evangélikus, 4% felekezeten kívüli (20,5% nem válaszolt).

## Látnivalók
- Eredeti, kőfallal kerített római katolikus templomát a 12. században építették, és 1772-ig állt. Ekkor Esterházy „Fényes” Miklós herceg lebontatta, és a helyére nagyobb, barokk stílusú templomot emeltek (1772–74). A templom órapárkányos, párnatagos bádogsisakkal fedett tornya kissé kiugrik a főhomlokzatból. A hajót és a keskenyebb, félköríves szentélyt egyaránt csehsüvegboltozat fedi. A szószék, a főoltár és a két mellékoltár barokk stílusú.
- A hagyomány annak idején szerint itt helyezték el az elpusztult szádvári kápolna szobrait, de ezek idővel tönkrementek.
- A homlokzati toronnyal felmagasló református templomot az 1840-es években építették. Szentélye egyenesen záródik. Festett belső berendezését feltehetően azok a mesterek készítették, akik Tornakápolnán is dolgoztak. A mennyezet felirata a következő: „EZEN ISTEN HÁZA ÉPÍTETTETETT II-IK FERENTZ EÖ FELSÉGE ÉS FÖLDES URUNK GALÁNTAI ESZTERHÁZI MIKLÓS FŐ HERCEG KEGYELMES ENGEDELMÉBÜL 1804-DIK ESZTENDŐB”
- A római katolikus plébániaházat 1780 körül építették barokk stílusban.
- Az egyemeletes, hat ablakos, dísztelen Esterházy-Koós kastélyt is 1780 körül emelték, ugyancsak barokk stílusban. Ez és a plébániaház is kisebb-nagyobb átalakításokkal maradt fenn. A kastélyban látható az  Alsó-hegyi Barlangkutatás-történeti Kiállítás[15] is.
- A klasszicista magtár 1820 táján épült.
- Művészetek Magtára Múzeum- MagtArt
- Alsó-hegyi zsombolyos tanösvény

### Barlangok
1995-ben a településen található 58 barlangot az Aggteleki-karszt és a Szlovák-karszt többi barlangjával együtt az UNESCO a világörökség részévé nyilvánította. Ezek a barlangok az Almási-zsomboly, az Andris-lyuka, a Bába-völgyi 3. sz. víznyelőbarlang, a Bába-völgyi 4. sz. víznyelőbarlang, a Banán-zsomboly, a Bújócska-barlang, a Buksi-zsomboly, a Cickány-zsomboly, a Cilike-zsomboly, a Darázs-lyuka, a Dusa-barlang, a Favágó-zsomboly, a Fenyves-zsomboly, a Frank-barlang, a Geológustechnikus-zsomboly, a Gőte-zsomboly, a Hana-lyuk, a Hideg-lyuk, a Húsvét-zsomboly, az Iker-zsomboly, az Iskola-zsomboly, a Játék-barlang, a Jóbarát-zsomboly, a Karácsony-zsomboly, a Késői pionír-zsomboly, a Kifli-zsomboly, a Kis-Rókalyuk, a Kopaszgally-oldali 1. sz. víznyelő, a Kopaszgally-oldali 2. sz. víznyelőbarlang, a Kopaszgally-oldali-barlang, a Kopasz-vigasz-barlang, a Lujza-lyuka-zsomboly, a Magaslesi-zsomboly, a Menetke-zsomboly, a Meteor-barlang, a Meteor-barlang feletti barlang, a Meteor-barlang feletti Sziklaeresz, a Moszkitós-zsomboly, a Nagy-vizestöbri-víznyelőbarlang, a Nászút-barlang, a Nászút-melletti-barlang, a Nóra-lyuk, a November 7-zsomboly, az Omladék-zsomboly, az Őz-zsomboly, a Pócsakői-víznyelő, a Pötty-zsomboly, a Rókalyuk-zsomboly, a Soltész-zsomboly, a Szabó-pallagi-zsomboly, a Széki-zsomboly, a Tektonik-zsomboly, a Töbör-alji-hasadék, az Útmenti-zsomboly, a Vecsem árvízi forrásszáj, a Vecsembükki-zsomboly, a Zsiráf-zsomboly és a Zsozsóka-zsomboly. A településen nyolc fokozottan védett barlang található, az Almási-zsomboly, a Frank-barlang, a Kopaszgally-oldali 2. sz. víznyelőbarlang, a Kopasz-vigasz-barlang, a Meteor-barlang, a Szabó-pallagi-zsomboly, a Széki-zsomboly és a Vecsembükki-zsomboly. Hat megkülönböztetetten védett barlang található a településen, a Bába-völgyi 3. sz. víznyelőbarlang, a Banán-zsomboly, az Iskola-zsomboly, a Moszkitós-zsomboly, a Pócsakői-víznyelő és a Tektonik-zsomboly.

## Ismert emberek
- Itt született Stefán Mihály (1932–2009) kohómérnök, az MTA tagja
- Itt született Vanyó László (1942–2003) áldozópap és egyetemi tanár.

## Képek

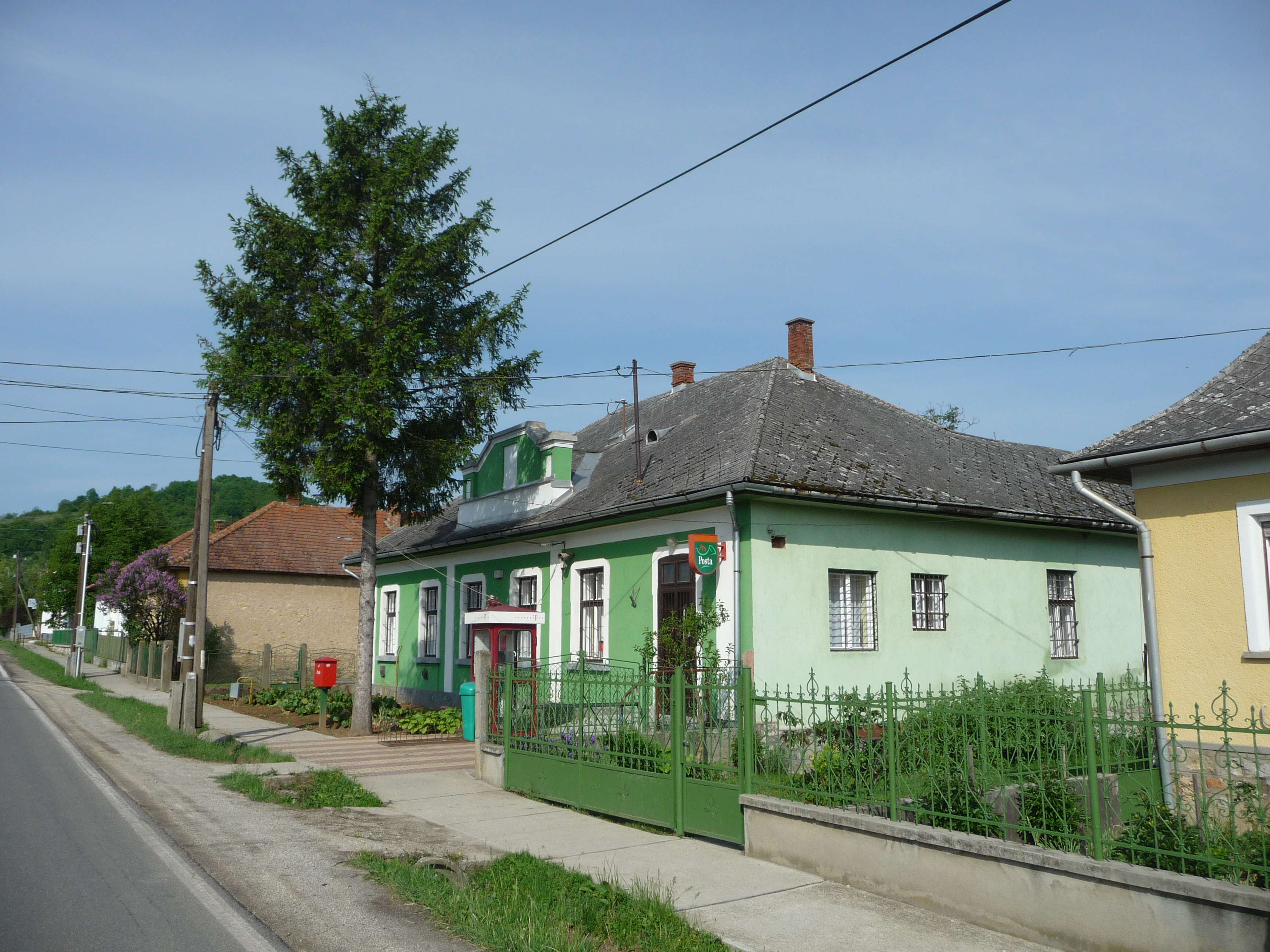
A posta
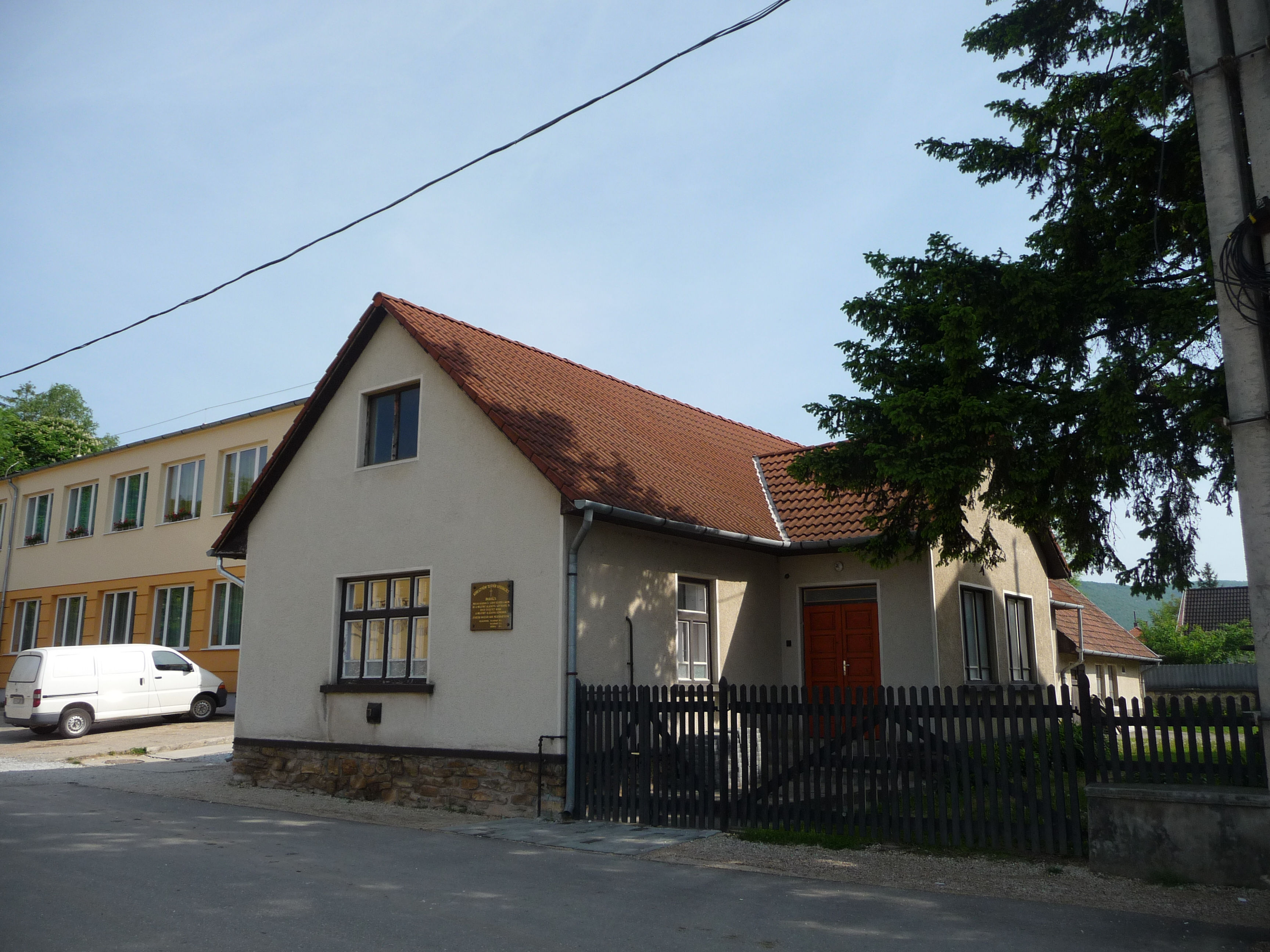
A Keresztyén Testvérgyülekezet imaháza
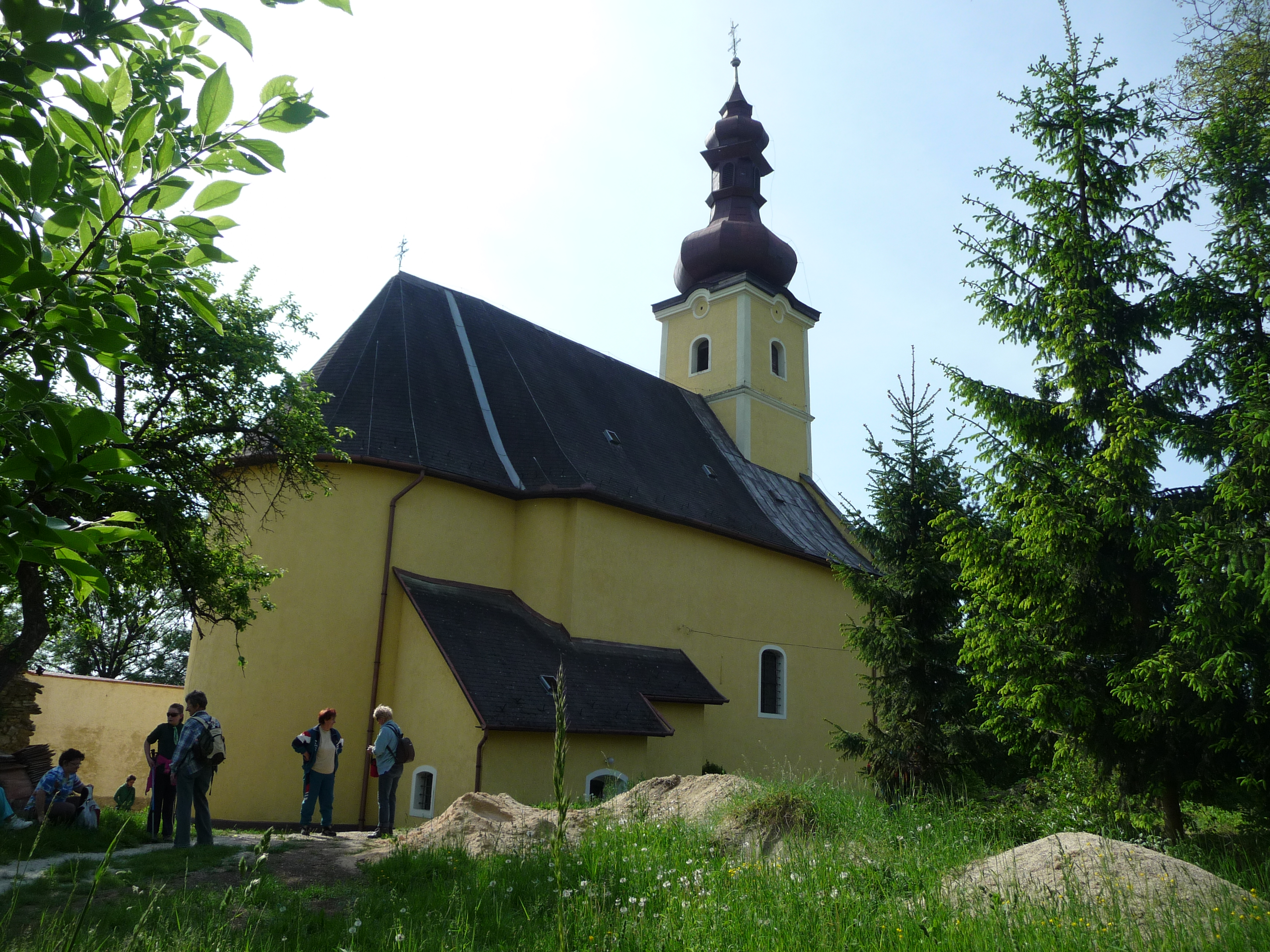
A Szent József római katolikus templom
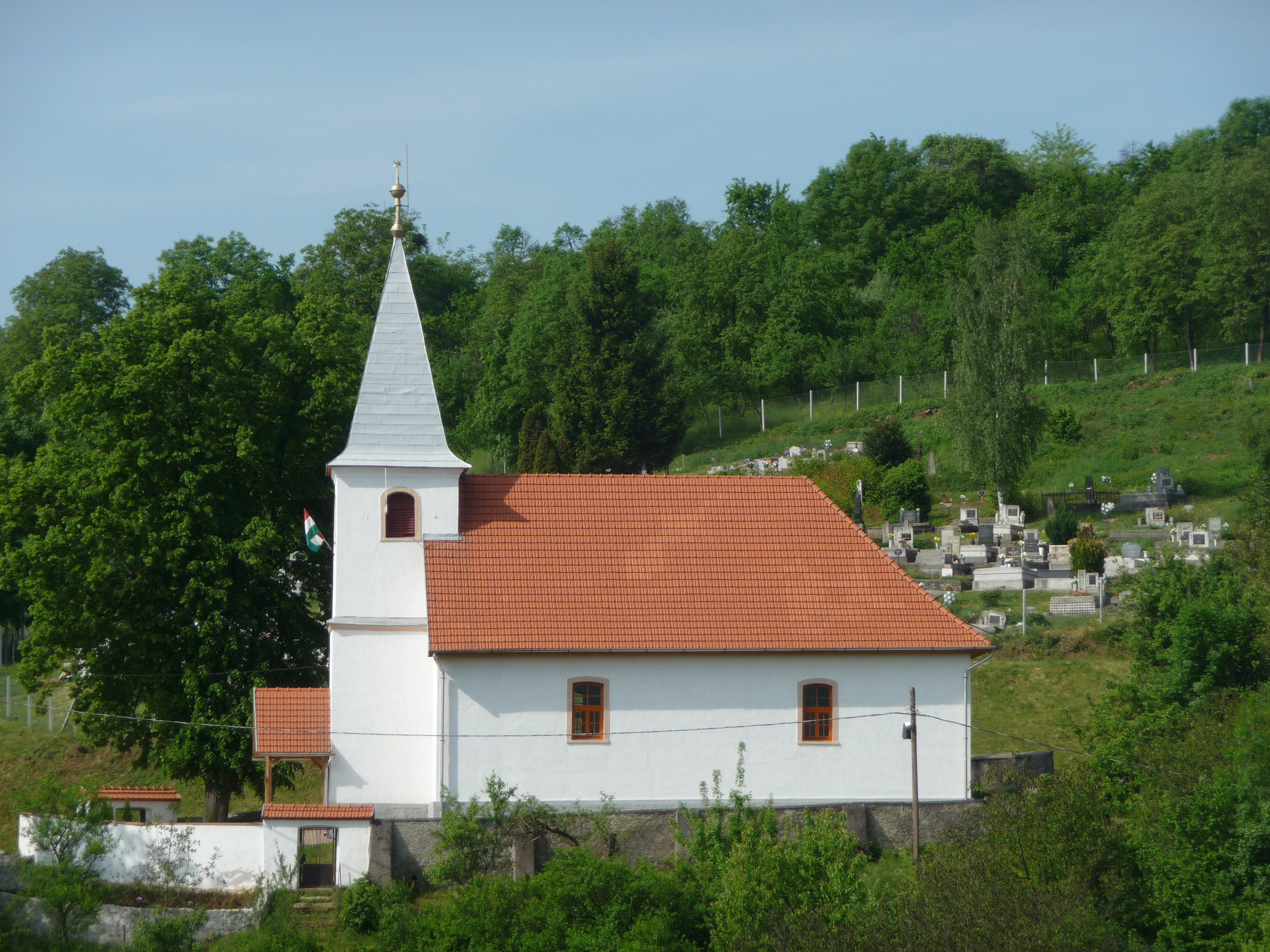
A református templom
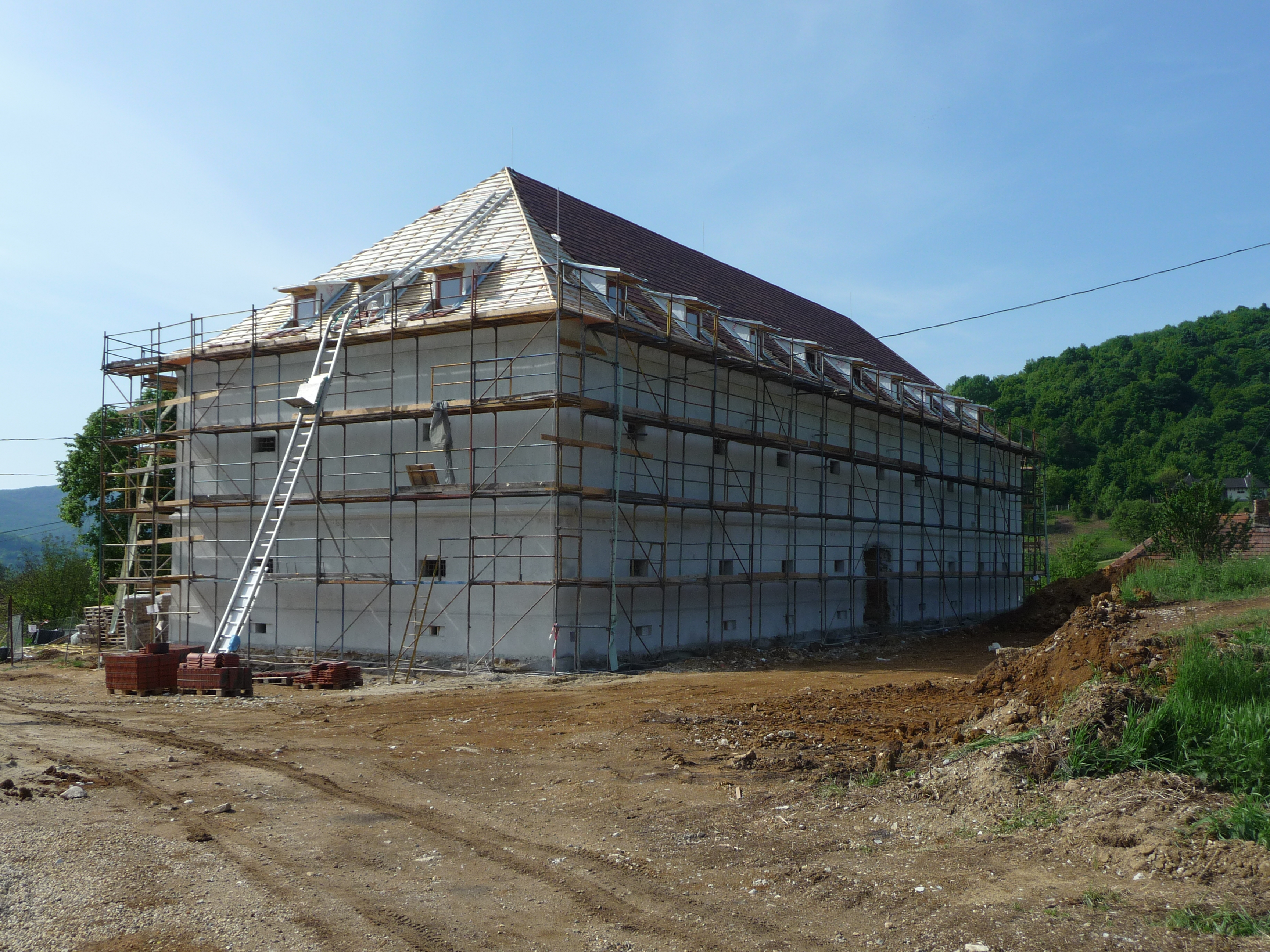
Az egykori uradalmi magtár